# Julian Mowczan
Julian Gregorowicz Mowczan, uk. Юлiан Mовчан (ur. 19 lutego 1913, zm. 6 stycznia 2002) – ukraińsko-amerykański dziennikarz, pisarz oraz lekarz.

## Życiorys
Mowczan urodził się w zamożnej rodzinie chłopskiej we wsi Zorokiw w okolicach Czerniachowa, na terenie dzisiejszego obwodu żytomirskiego.
Rozpoczął swoją karierę w wieku lat 14, pisząc publikacje do lokalnych gazet i później przeniósł się do Żytomierza, aby uczęszczać do szkoły średniej, ale ze względu na prześladowania jego rodziny uważanej za kułaków, przeniósł się do Charkowa, ówczesnej stolicy Ukrainy, gdzie rozpoczął nowe życie.
Starając się uciec od widma wielkiego głodu spowodowanego przez Stalina na wsiach Ukrainy, pracował w fabryce, jednocześnie będąc redaktorem fabrycznej gazety. Pracując w fabryce, studiował i ukończył studia dziennikarskie. Zniechęcony coraz większą cenzurą lat 30. i ze względów moralnych odmawiający przynależności do partii komunistycznej, Mowczan porzucił swoją karierę dziennikarską i zaczął studiować medycynę. Gdy Armia Czerwona zajęła zachodnią Ukrainę w 1939 roku, Mowczan przeniósł się na studia do okupowanego Lwowa. Podczas niemieckiej okupacji powrócił do dziennikarstwa, pisząc artykuły krytykujące stalinizm. W tym też czasie, jako student medycyny, opiekował się rannymi żołnierzami UPA przemycanymi na leczenie do Lwowa.
Podczas odwrotu Niemców uciekł przed nawałą bolszewicką i znalazł się w Monachium, gdzie doczekał końca wojny i gdzie później ukończył studia medyczne. W 1949 przeniósł się do Kanady i później do Stanów Zjednoczonych, aby ostatecznie osiedlić się niedaleko Cleveland w stanie Ohio. Ożenił się, miał dwie córki i czterech wnuków.
Pracując jako lekarz w Stanach Zjednoczonych, Julian Mowczan powrócił do swojej prawdziwej pasji, pisania. Napisał ponad 1800 artykułów oraz listów opublikowanych głównie w ukraińskich emigranckich gazetach takich jak Svoboda , ale także w amerykańskich publikacjach takich jak np. The Militant.
Po opuszczeniu Ukrainy Mowczan zaprzyjaźnił się z Wołodymyrem Wynnyczenko, dawnym prezydentem Ukrainy. Obaj mieli wiele wspólnego: obaj byli pisarzami ze wschodniej Ukrainy, obaj byli pochodzenia chłopskiego z poglądami lewicowymi i antykomunistycznymi. Po śmierci Wołodymyra, Mowczan został poproszony przez wdowę Wynnyczenko, aby się przeniósł do Francji i zaopiekował archiwami jej męża. Mowczan odmówił, ale oddał większość listów Wynnyczenki do archiwum na uniwersytecie Columbia w Nowym Jorku. Mowczan kontynuował pisanie aż do chwili śmierci w styczniu 2002 roku.

## Dzieła
Julian Mowczan pisał głównie na tematy polityczne i opieki zdrowotnej.